# Jamil Wilson
Jamil Wilson (Milwaukee, Wisconsin, 21 de noviembre de 1990) es un jugador de baloncesto estadounidense que pertenece a la plantilla de Club Atlético Aguada de la LUB. Con 2,01 metros de estatura, juega en la posición de alero.

## Trayectoria deportiva

### Universidad
Jugó durante una temporada con los Ducks de la Universidad de Oregón, en la que promedió 4,7 puntos, 3,2 rebotes y 1,0 asistencias por partido. En junio de 2010 fue transferido a los Golden Eagles de la Universidad de Marquette, regresando a su ciudad natal, donde tras cumplir el preceptivo año en blanco que impone la NCAA en las transferencias de jugadores, disputó tres temporadas más, promediando 9,4 puntos, 5,0 rebotes y 1,8 asistencias por encuentro.

### Profesional
Tras no ser elegido en el Draft de la NBA de 2014, jugó con los Washington Wizards en las Ligas de Verano de la NBA. El 26 de septiembre fichó por los Phoenix Suns para disputar la pretemporada, pero fue despedido al mes siguiente tras disputar dos partidos de preparación. El 2 de noviembre fue adquirido por los Bakersfield Jam de la NBA D-League como jugador afiliado de los Suns. Allí jugó una temporada en la que promedió 10,7 puntos y 5,4 rebotes por partido.
El 27 de julio de 2015 fichó por los Dallas Mavericks, pero fue despedido en octubre tras jugar siete partidos de pretemporada. El 12 de noviembre firmó por los Texas Legends, donde jugó una temporada, promediando 15,2 puntos y 5,5 rebotes por partido.
El 8 de abril de 2016, nada más terminar la temporada en la D-League, fichó por los Cangrejeros de Santurce del Baloncesto Superior Nacional, donde solo disputó siete partidos, promediando 10,3 puntos y 3,9 rebotes.
En julio de 2016 fichó por el Auxilium Torino de la Lega Basket Serie A italiana.
En diciembre de 2020, firma por el Hapoel Jerusalem B.C. de la Ligat Winner, tras comenzar la temporada en el Virtus Roma de la Lega Basket Serie A italiana.
El 21 de febrero de 2021, firma por el Maccabi Rishon LeZion de la Ligat Winner, tras disputar 9 encuentros en el Virtus Roma  y otros 9 encuentros con Hapoel Jerusalem B.C. en la misma temporada.
Luego de disputar el BSN para los Piratas de Quebradillas -registrando 14,6 puntos y 4 asistencias por juego- firma por Aguada para disputar la Liga Uruguaya de Basquetbol.